# Mikel González
Mikel González Martínez (Mondragón, 24 settembre 1985) è un ex calciatore spagnolo, di ruolo difensore.

## Carriera
Ha giocato nella prima divisione spagnola ed in quella cipriota.
Ha inoltre giocato anche 5 partite nella Selezione di calcio dei Paesi Baschi.